# عرقوب (رباعيات الحركة)

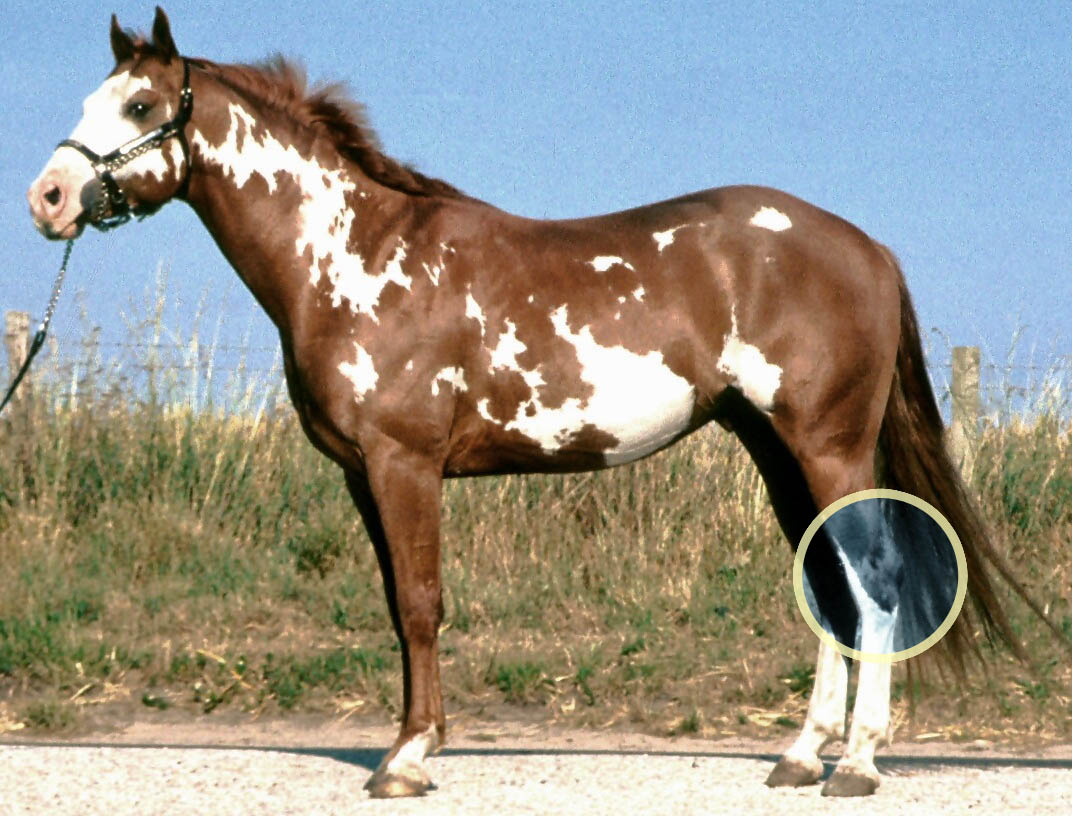
صورة توضيحية تبين موقع العرقوب.

العُرْقُوب هو المفصل الموجود بين عظام الرسغ والظنبوب في الحيوان أصابعي السير أو الحيوان الحافري المشية أو الثدييات رباعية الأقدام، مثل الحصان أو القطة أو الكلب. وقد يشتمل هذا المفصل على أربطة بين عظام الرسغ وعظم الشظية في بعض الأنواع (مثل القطط)، في حين أن عظم الشظية لدى أنواع أخرى تقل بشكل كبير وتوجد فقط كبقية أثرية منصهرة بالجزء الأعلى من الظنبوب (كما هو الحال في الخيول). إنه مماثل الكاحل في قدم الإنسان. وفي حين أن المفاصل المتماثلة توجد في الحيوانات رباعية الأقدام الأخرى، إلا أن المصطلح يقتصر بشكل عام على الثدييات، لا سيما الأنواع المستأنسة ذات الأرجل الطويلة.

## الحصان
على الرغم من أن مصطلح رسغ (طرسوس) يشير تحديدًا إلى عظام ومفاصل العرقوب، فإن معظم الأشخاص العاملين مع الخيول يشيرون إلى العرقوب بهذا النحو ليشمل العظام والمفاصل والأنسجة الرخوة الموجودة في هذه المنطقة. والعرقوب يُعتبر مهمًا على نحو محدد في علم التشريح الخاص بالخيول، وذلك بسبب الجهد الكبير الذي يتلقاه عندما يكون الحصان قيد العمل. والقفز والحركات التي تتطلب رباطة جأش، تُعتبر من الأنشطة الأكثر إجهادًا.

### مفاصل وعظام العرقوب الأساسية
يتألف العرقوب، عند الحصان، من مفاصل متعددة، ألا وهي:
- المفصل الطنبوبي الرسغي
- المفصل الموجود بين عظام الرسغ أو المفصل الكاحلي العقبي الأوسط
- المفصل الموجود بين عظام الرسغ القاصي أو المفصل القاصي الأوسط
- المفصل الرسغي المشطي
- المفصل الكاحلي العقبي

يتألف العرقوب، عند الحصان، من العظام التالية
- الكاحل
- عظم العقب
- العظم الرسغي الأوسط
- العظم الرسغي الثالث
- العظم المشطي الثالث
- العظم الرسغي الرابع
- العظم الرسغي الأول والثاني المنصهر

### الحالات المرضية عند الخيول
- قد تعاني الخيول من "العرقوب المُكيَّس"، الذي يحدث عن طريق تكون جراب زائف، وهو عبارة عن كيس زليلي تحت الجلد. وعادة ما يحدث مرض العرقوب المُكيَّس بسبب صدمة مثل الركل أو الانزلاق عند محاولة الوقوف. وفي حالة عدم وجود جرح، فإنه لا يتطلب رعاية بيطرية فورية ويكون فقط بحاجة إلى مستحضر تجميلي. ومن ناحية أخرى، فإن وجود جرح في الجراب العقبي يُعتبر مشكلة خطيرة. ومن غير المرجح بشكل كبير أن يكون العرقوب المكيس هو سبب العرج، حتى وإن كان حادًا.
- الداء العظمي الغضروفي أو OCD هو خلل في نمو الغضروف أو في الغضروف، ويُلاحظ وجود عظام في مواضع معينة على سطح المفصل الرسغي الساقي. وعادة ما يتم اكتشاف هذه الحالة عندما يكون الحصان صغيرًا، وتُعتبر أحد أسباب عارون المحفظة الزليلية. وبعد الخضوع لعملية جراحية لإزالة شظايا العظام والغضروف، يمكن لمعظم الخيول استعادة كامل نشاطها.
- انتفاخ المفصل الظنبوبي الرسغي مع فرط سائل المفصل و/أو الغشاء الزليلي يُسمى عارون المحفظة الزليلية.
- مرض المفصل التنكسي الذي يصيب المفصل الرسغي المشطي أو المفصل القاصي بين عظام الرسغ يُشار إليه باسم العارون العظمي.
- الدخس، أو التهاب الرباط الأخمصي الكاحلي، يُعتبر تقليديًا التواء الرباط الأخمصي، الذي يمتد إلى أسفل الجزء الخلفي من العرقوب، ليكون وظيفيًا بمثابة رباط ضغط يصل بين العظم العقبي والعظم الرسغي الرابع والعظم المشطي. وقد أظهرت الأعمال الأخيرة أن الدخس يمكن أن يحدث بسبب تعرض أحد هياكل الأنسجة الرخوة العديدة الموجودة في هذه المنطقة للتلف.
- الاضطراب العصبي عند الخيول

### عيوب متعلقة بالتكوين
انظر أيضًا تكوين الخيول
نظرًا لأن العرقوب ينال قدرًا كبيرًا من الجهد في جميع أنظمة الأداء، يُعتبر التكوين أمرًا ضروريًا لكي يتمتع الحصان بحياة صحية سليمة ومنتجة. ومن بين العيوب الشائعة المتعلقة بالتكوين العراقيب المنجل والعراقيب ذات التكوين/الاستقامة متباعدة الساقين وعراقيب البقر والعراقيب المقوسة. واستنادًا إلى استخدام الحصان، قد تكون بعض العيوب أكثر قبولاً من الأخرى.